# Вторжение в Йемен
Вторжение в Йе́мен или Военная операция в Йе́мене — вмешательство ряда арабских государств во внутренний йеменский конфликт, по просьбе законного Йеменского правительства, направленное против военизированной группировки «Ансар Аллах» (повстанцы-хуситы). Названия операций — «Буря решимости» (араб. عاصفة الحزم‎) и «Возрождение надежды» (араб. عملية إعادة الأمل‎).

## Предыстория
Хуситы («Ансар Аллах») — шиитская военизированная группировка, поддерживаемая Ираном, в 2014—2015 годах постепенно захватила власть в Йемене, что было расценено Саудовской Аравией и другими арабскими странами как антиконституционный государственный переворот. К марту 2015 года международно признанный президент Абд-Раббу Мансур Хади обосновался в городе Адене (Южный Йемен) и провозгласил его временной столицей. Силы, противостоящие хуситам, сосредоточились у этого крупного портового города.
Во время наступления хуситов Саудовская Аравия начала наращивать военные силы на границе с Йеменом. Лидер хуситов Мухаммед Али аль-Хуси заявил, что его отряды будут контратаковать саудитов в ответ на любой агрессивный шаг с их стороны и не остановятся, пока не захватят Эр-Рияд, столицу Саудовской Аравии.
25 марта 2015 года министр иностранных дел правительства Хади Риад Ясин, назначенный президентом Хади, обратился к аравийским монархиям с просьбой о введении в страну контингента совместных вооружённых сил «Щит полуострова», образованных под эгидой Совета сотрудничества арабских государств Персидского залива, на фоне сообщений, что Хади сбежал из Адена.
10 стран согласились принять участие во вторжении против хуситов. Саудовская Аравия задействовала в Йемене 100 истребителей и 150 тысяч военнослужащих. Предоставить военную авиацию выразили готовность такие страны, как Объединённые Арабские Эмираты (30 истребителей), Кувейт (15), Бахрейн (15), Катар (10) и Иордания (6). Кроме того, в кампании принимают участие Египет и Пакистан, направившие в район Йемена ВМС и ВВС. Египет, Пакистан, Иордания и Судан выразили готовность выделить на операцию против хуситов сухопутные контингенты.
Согласно агентству Рейтер, самолёты Египта, Марокко, Иордании, Судана, Кувейта, ОАЭ, Катара и Бахрейна также принимают участие в кампании. Кувейт отправил три эскадрильи истребителей-бомбардировщиков F/A-18 Super Hornet вооружённым силам саудитов, тогда как ОАЭ, Бахрейн и Марокко отправили в целом 44 самолёта.

## Хронология

### Операция «Буря решимости»
25 марта 2015 года с наступлением вечера ВВС Саудовской Аравии нанесли удары по позициям в Сане и других частях Йемена. Первые бомбардировки поразили воздушную базу в Сане и уничтожили бо́льшую часть йеменских средств ПВО. 26 марта в полночь саудовский король Салман ибн Абдель-Азиз отдал приказ начать кампанию против хуситов, и коалиция объявила воздушное пространство над Йеменом зоной, запретной для полётов. Самолёты коалиции (ССАГПЗ) в ночь на 26 марта нанесли удары по авиабазе в Сане и позициям ПВО. Также среди целей оказались база йеменских ВВС «Ад-Дайлами» и международный аэропорт в контролируемой хуситами йеменской столице Сане, а также бывшая президентская резиденция.
В последующем начались полномасштабные военные действия с применением авиации, артиллерии, ВМС.
21 апреля государственное саудовское телевидение сообщило о завершении коалицией арабских стран военной операции в Йемене по просьбе экс-президента Йемена Абда-Раббу Мансура Хади и после достижения всех целей. Министерство обороны Саудовской Аравии также объявило о том, что воздушные удары коалиции союзников привели к уничтожению баллистического оружия, находящегося в руках шиитской повстанческой группировки «хуситы». Всего с начала операции «Буря решимости» было зафиксировано около 2500 авианалётов. При этом было заявлено о начале операции «Возрождение надежды», которая будет направлена на защиту гражданских лиц, борьбу с терроризмом и политическое решение в Йемене.

### Операция «Возрождение надежды»
Новая операция арабской коалиции «Возрождение надежды» в Йемене позволит «восстановить йеменскую армию» и «покончить с теми, кто совершил переворот», заявил в интервью изгнанный шиитскими повстанцами из страны экс-президент Абд-Раббу Мансур Хади.
22 апреля ВВС возглавляемой Саудовской Аравией международной коалиции арабских стран нанесли новую серию авиаударов по позициям ополченцев-хуситов. Обстрелу подверглись военная база в городе Таиз, Сана, а также позиции хуситов в портовом городе Аден.
23 апреля и последующие дни саудовские ВВС, несмотря на объявление о завершении операции «Буря решимости», нанесли массированные авиаудары в провинции Ибб (в том числе, налёт был совершён на здание факультета социологии местного университета в городе Йарим), в провинции Саада, граничащей с Саудовской Аравией, по городу Таиз на юго-западе страны (в городе слышны взрывы в результате попадания ракет в склад с оружием; кроме того, на город были сброшены агитационные листовки, призывающие горожан содействовать в борьбе с хуситами).
Также, «аравийская коалиция» нанесла удары по пяти школам и нескольким административным зданиям в южных провинциях Лахдж и Эд-Дали. Тем временем корабли ВМС коалиции обстреливают южное побережье Йемена от Абьяна до порта Адена. В вечерние часы огонь вёлся по военному лагерю Ас-Сульбан и Медина-эль-Ходра на подступах к южной столице страны. Между тем, йеменские власти объявили «зоной бедствия» северную провинцию Саада, которая подвергается с 26 марта непрерывным бомбардировкам. В местном губернаторстве сообщили, что жертвами налётов за последние дни стали 250 мирных граждан, большинство из них женщины и дети. В августе 2015 года Агентство по техническому сотрудничеству и развитию (ACTED) сообщило что «кризис нанёс неизмеримо огромный ущерб мирным жителям в этом бедном аграрном районе, вызвав множество смертей, ранений и нанося постоянный ущерб инфраструктуре».
Тем временем, бежавший из страны экс-президент Йемена Абд-Раббу Мансур Хади намерен объявить город Сайун, расположенный в восточной провинции Хадрамаут, временной столицей государства. Более того, сам Мансур Хади собирается вернуться в Йемен и обосноваться в Сайуне в начале мая.

### Возобновление боевых действий
5 мая начались новые бои. Отряды сторонников беглого экс-президента взяли под контроль аэропорт города Аден. Штурму аэропорта предшествовала массированная бомбардировка как самого объекта, так и города Аден саудовской авиацией (были нанесены не менее 150 авиаударов по району аэропорта). Почти сразу после штурма отряды аль-Хуси предприняли контратаку. Под контролем хуситов на 6 мая находится большая часть Адена, включая государственные учреждения, президентский дворец и телестанцию. Аэропорт Адена переходит из рук в руки.
Ночью 11 мая Старый город столицы Йемена Саны, включённый в список всемирного наследия ЮНЕСКО, подвергся жестокой бомбардировке коалиции, в результате которой многие исторические здания города были серьёзно повреждены. Старый город и впоследствии подвергался бомбардировкам интервентов.
4 сентября в ходе ракетной атаки в Марибе повстанцам-хуситам удалось уничтожить передовой военный лагерь вооружённых сил ОАЭ в провинции Мариб.

### 2016
3 июня 2016 года генеральный секретарь ООН Пан Ги Мун занёс саудовскую коалицию в чёрный список группировок, которые нарушают права детей, в связи с убийствами детей в ходе вторжения в Йемен.
10 июня Генсек ООН Пан Ги Мун признал, что решение об исключении саудовской коалиции из «чёрного списка» стран и группировок, виновных в нарушении прав детей, а также их гибели в результате авианалётов саудовской коалиции, было принято под давлением Саудовской Аравии. Он рассказал, что Саудовская Аравия пригрозила прекращением финансирования ряда программ, из-за чего голодными могли остаться миллионы детей из Палестины, Южного Судана, Сирии, Йемена. «Это было одним из самых трудных и болезненных решений, которые я принимал», — заявил Пан Ги Мун.
ООН подготовило «дорожную карту» выхода из кризиса в Йемене, которая предполагает двухлетний переходный период, а также возвращение беглого правительства в Сану в течение двух месяцев. На первом этапе должны быть отменены Конституционная декларация от 2015 года и все акты принятые после революции, а также должны быть ликвидированы Революционный Комитет и все другие институты созданные ополчением «Ансар Аллах». На втором этапе создаётся военный комитет (состоящий из военачальников, не участвовавших в боевых действиях), выводятся войска ополчения из городов, формируется Правительство Национального Единства. Третий этап предусматривает ряд мероприятий по восстановлению государственности.
16 июня ОАЭ объявили о выводе своих войск с территории Йемена.
Спецпосланник ООН по Йемену Исмаил Ульд Шейх Ахмед не предоставил «дорожную карту» по Йемену. Представление плана отложено на неопределённый срок из-за разногласий между сторонами конфликта.
6 августа в Сане был создан Верховный Политический Совет Йемена.
8 августа после многомесячного перемирия коалиция нанесла авиаудары по Сане. Погибли, по меньшей мере, 14 мирных жителей, десятки ранены. Из-за обстрелов закрыт аэропорт. Несколько снарядов попали в завод по производству продуктов питания. На рассвете 9 августа интенсивность ударов увеличилась.
20 августа в результате авиаудара, нанесённого по Сане, двое человек погибли, ещё девять ранены.
26 августа в результате авиаударов саудовской коалиции в Северном Йемене погибли 11 мирных жителей.
8 октября в результате авиаудара по траурной церемонии в столице Йемена погибли, по данным ООН, 140 человек, 525 пострадали. По другим данным, количество жертв достигло 213 человек. Повстанцы-хуситы обвинили в совершении этого авиаудара арабскую коалицию во главе с Саудовской Аравией. Она заявила, что не участвовала в нём и начнёт расследование инцидента.
29 октября в результате воздушного удара арабской военной коалиции во главе с Саудовской Аравией в Йемене были убиты минимум семнадцать гражданских лиц. В свою очередь охранники сорвали теракт, который планировалось устроить с помощью автомобиля возле Центрального банка Йемена в Сане.
24 декабря восемь мирных жителей провинции Ибб стали жертвами авиаудара арабской коалиции во главе с Саудовской Аравией.

### 2017
14 января 2017 года иранское агентство Farsnews сообщило о том, что руководство армии Йемена, лояльное Верховному политсовету, официально обратилось за военной помощью к руководству Египта и России. ВС Йемена попросили прислать в страну военных советников и авиацию для борьбы с террористическими группировками.
30 января три катера со смертниками на борту атаковали боевой корабль у побережья на западе Эль-Ходейды. Два члена команды фрегата были убиты, трое получили ранения. Однако по кадрам атаки экспертное мнение сходится к применению лёгкой ПКР, что вызвало несколько локальных взрывов и пожаров. С точки зрения видео в YouTube снятого с корабля, тогда визуально атака больше похожа на удар торпеды.
10 февраля Саудовский сайт «Тавасул» сообщил, что авиация арабской коалиции разбомбила в Йемене базу хуситских мятежников, готовивших новые ракетные обстрелы. Удар был нанесён по базе в районе Саады. По данным источников в правительственных войсках Йемена, в результате были убиты пять офицеров Корпуса стражей Исламской революции, помогавших хуситам совершать ракетные обстрелы. Помимо них, были убиты 40 повстанцев и ещё несколько десятков человек получили ранения. Вдобавок, были уничтожены три пусковых ракетных установки, четыре танка и ещё несколько единиц военной техники. Другие источники не комментируют эту информацию.
11 февраля Саудовская Аравия с коалицией арабских союзников и сторонниками экс-президента Хади, взяли под контроль порт и город Моха.
20 мая Средства ПВО Йемена сбили F-15 ВВС Саудовской Аравии.

### 2018
9 августа 2018 года погибли 29 детей, десятки получили ранения во время авиационного налёта сил саудовской коалиции. Бомба попала в пассажирский автобус. Общее число погибших и пострадавших — около 130 человек.

### 2019
14 мая 2019 года хуситские повстанцы с помощью дронов повредили нефтепровод «Восток-Запад», начинающийся у саудовского города Абкайк и заканчивающийся нефтеналивными терминалами на побережье Красного моря.
12 июня 2019 года в 12:20 местного времени в результате ракетного обстрела пострадало 26 пассажиров, находившихся в зале ожидания международного аэропорта «Абха» (Саудовская Аравия).
1 августа 2019 года во время военного парада сторонников президента Хади в городе Аден из-за ракетного обстрела погиб 51 человек (в том числе бригадный генерал из ОАЭ), ещё 56 человек получили ранения. Ответственность за нападение взяло на себя движение хуситов.
17 августа 2019 года одиночный дрон хуситов в 3:20 местного времени атаковал нефтяное месторождение Шейба. По официальным сообщениям саудовских властей пострадавших не было, пожар был быстро потушен.
14 сентября 2019 года около 4:00 местного времени произошло новое нападение йеменских беспилотников на крупнейший в мире завод первичной переработки нефти в Абкайке на востоке Саудовской Аравии и нефтеперерабатывающий завод на нефтяном месторождении Хурайс. Из-за атаки начались пожары на государственных предприятиях Saudi Aramco, которые были ликвидированы за считанные часы, но вызвали временное падение добычи саудовской нефти вдвое (с 9,8 млн баррелей до 4,1 млн баррелей), что соответствует 5 % мировой нефтедобычи.
18 сентября 2019 года бригадный генерал йеменских хуситов Яхья Сариа высказался о готовности нанести подобные удары по целям в Дубае и Абу-Даби (ОАЭ).
19 сентября 2019 года в акватории Красного моря вооружённые силы Саудовской Аравии перехватили и уничтожили начинённую взрывчаткой лодку, запущенную из Йемена мятежниками из движения «Ансар Аллах» (хуситы). Управляемая дистанционно лодка представляла собой реальную угрозу международным морским транспортным путям.
20 сентября 2019 года арабская коалиция во главе с Саудовской Аравией начала военную операцию против «военных объектов» на севере Ходейды в Йемене. Представитель коалиции полковник Турки аль-Малики в своём обращении по телеканалу «Аль-Арабия» призвал мирных граждан избегать тех районов, на которые нацелена операция. В свою очередь хуситы через подконтрольный им телеканал «Аль-Масира» заявили, что коалиция в нарушение мирных соглашений, заключённых ранее в Швеции, нанесла четыре авиаудара по одному из городских кварталов Ходейды. В прямом эфире телеканала «Аль-Масира» глава политсовета хуситов Махди Аль-Машат объявил о прекращении ракетных и воздушных ударов по Саудовской Аравии. Лидер повстанцев подчеркнул, что движение «Ансар Аллах» ждёт от Эр-Рияда аналогичных шагов.

### 2021
4 февраля 2021 года новый президент США Джо Байден объявил о прекращении поддержки США наступательных операций сил арабской коалиции в Йемене и о начале поиска мирных путей урегулирования конфликта.

### 2022
В августе 2022 года появилось сообщение о том, что в йеменскую провинцию Шабва на юге Йемена, находящуюся под контролем сил коалиции во главе с Саудовской Аравией, для охраны принадлежащего компании Total завода по производству СПГ прибыли солдаты французского Иностранного легиона.

## Гуманитарный кризис

### 2015
7 апреля стало известно, что власти Саудовской Аравии ввели войска в два города, расположенные на востоке страны — Катиф и Авамию. В населённых пунктах, где проживают шииты, несколько дней продолжались манифестации против вмешательства суннитских стран в йеменский конфликт. Сообщается о жертвах среди населения. Так, убиты четверо манифестантов и капрал саудовской армии Маджил Бин Турки аль-Хафтани. Шесть человек получили ранения. По меньшей мере 10 участников беспорядков арестованы. Также сообщается об изъятии оружия.
8 апреля в результате учений Саудовской Аравии и Пакистана, готовившихся к наземному вторжению в Йемен, в Саудовской Аравии прогремел взрыв на военной базе. Погиб 1 человек, несколько получили ранения. 10 апреля парламент Пакистана проголосовал против участия в конфликте в Йемене.
13 апреля Управление ООН по координации гуманитарных вопросов заявило, что более 120 000 человек покинули свои дома в Йемене из-за воздушных бомбардировок, осуществляемых странами Персидского залива во главе с Саудовской Аравией.
15 апреля Продовольственная и сельскохозяйственная организация ООН сообщила, что эскалация вооружённого конфликта в Йемене грозит серьёзной нехваткой продовольствия, дефицит уже испытывают 10,6 млн йеменцев, из которых 4,8 млн находятся в критической ситуации. Таким образом, более 50 % населения Йемена нуждается в гуманитарной помощи из-за конфликта.
21 апреля Заместитель министра иностранных дел Ирана Хосейн Амир Абдоллахиян надеется, что уже во вторник будет объявлено о прекращении огня в Йемене.
Лидер хуситов Абдул Малик Аль-Хуси заявил, что правительство готово предоставить автономию Южному Йемену, чтобы южане могли сами управлять делами своих районов и провинций.
25 апреля разгорелся конфликт в саудовской провинции Наджран.
Всего с 26 марта по 28 апреля ВВС «аравийской коалиции» нанесли 3125 ударов по наземным целям. Из этих целей только 137 были военными объектами. Среди гражданских объектов разрушено 26 промышленных предприятий, 31 торговый центр, 23 школы, 21 мечеть, 9 госпиталей, 7 стадионов, 5 электростанций. Наибольший урон нанесён инфраструктуре и жилым районам. В результате прямого попадания разрушено 480 домов и 51 госучреждение, повреждено всего 7000 зданий. Большинство рейдов было совершено на столицу Сана и её окрестности — 644 и северную провинцию Саада — 525. Число убитых и раненых среди гражданских лиц составило 4560 человек, среди военнослужащих — 368. Таким образом, урон, причинённый Йемену от налётов коалиции, превысил 32 млрд $.
В конце апреля появилась информация, что сотни саудовских военнослужащих покидают места своей дислокации в приграничных с Йеменом районах вследствие возможного проведения наземной операции в Йемене. Так, приграничные районы покинули более почти 4000 саудовских военных. Организация Global Research считает, что за всё время бомбардировок Йемена из саудовской армии и нацгвардии бежали около 10 000 человек. Особенно часто меняются подразделения, охраняющие КПП на йеменско-саудовской границе, поскольку именно они чаще всего становятся объектами нападения хуситов.
2 мая координатор ООН по гуманитарной помощи в Йемене Йоханнес ван дер Клаув рассказал о назревающем гуманитарном кризисе в стране. В стране чувствуется дефицит топлива, а без него не могут работать ни система здравоохранения, ни водоснабжение, ни телекоммуникационная сеть. Более того, невозможна транспортировка продуктов питания. Кроме того, морская и воздушная блокада Йемена, которую ввели страны «аравийской коалиции» чтобы предотвратить поставки оружия мятежникам-хуситам, значительно затрудняет транспортировку гуманитарных грузов в страну.
На прошедшем в Йемене Форуме для людей с ограниченными возможностями было подчеркнуто, что в результате саудовской агрессии более 300 центров и ассоциаций по работе с людьми с ограниченными возможностями прекратили свою деятельность. Это привело к серьёзным негативным последствиям для всех жителей Йемена и, конкретно, для людей с ограниченными возможностями.
10 мая Представитель ООН Йоханнес ван дер Клаув жёстко осудил бомбардировки Йемена. Так, конкретно нарушением международного гуманитарного законодательства он назвал беспорядочные бомбардировки населённых пунктов, вне зависимости от того, было ли предупреждение о них, или нет.
Международная правозащитная организация Human Rights Watch сообщила о применении Саудовской Аравией кассетных боеприпасов во время военной операции в Йемене.
Гуманитарный координатор ООН по Йемену Йоханнес ван дер Клаув заявил, что действия саудитов препятствуют работе гуманитарных миссий. Бомбардировки аэропортов привели к тому, что доставка сотрудников ООН в Йемен стала практически невозможной.
Арабский фонд экономического и социального развития, базирующийся в Кувейте, предоставит правительству Йемена два кредита на общую сумму 40 млн кувейтских динаров ($132,5 млн): 30 млн динаров ($99,3 млн) предоставлены на развитие дорожной сети в регионах (Йемена), а 10 млн динаров ($33,2 млн) направлены на общественные нужды.
После интенсивных ударов саудовской коалиции с 10 мая по провинциям Саада и Хадджа 100 000 человек были вынуждены покинуть свои дома и бежать в город Амран и другие населённые пункты Йемена.
13 мая саудовский король Салман ибн Абдул-Азиз заявил, что Саудовская Аравия выделит Йемену ещё 266 млн $ в дополнение к 274 млн $, уже обещанным ранее.
10 июля МИД РФ сообщил, что Россия намерена в ближайшие дни направить в столицу Йемена Сану самолёты МЧС с продовольствием для гражданского населения.
13 октября в ООН сообщили, что цены на продукты питания в Йемене с начала конфликта между беглым правительством и ополченцами-хуситами выросли на 45 %. Об этом сообщил официальный представитель генерального секретаря ООН Стефан Дюжаррик. По его словам, только за сентябрь рост цен составил 28 % по сравнению с предыдущим месяцем. По словам Дюжаррика, в ООН чрезвычайно озабочены острой нехваткой в стране горючего. «Управление по координации гуманитарных вопросов сообщает, что в сентябре в Йемен через Красное море удалось ввезти только 1 % требуемого в стране горючего», — сказал он, отметив, что месяцем ранее в страну было импортировано 12 % необходимого топлива.
4 ноября в ночь на 5 ноября с подмосковного аэродрома «Раменское» вылетел самолёт МЧС России с 23 тоннами гуманитарной помощи для жителей Йемена. «На борту воздушного лайнера, следующего по маршруту „Раменское — Асуан — Сана — Асуан — Раменское“, многоместные палатки и продукты питания. Обратным рейсом в Москву будут доставлены российские и иностранные граждане, пожелавшие покинуть зону конфликта», — сообщает пресс-служба ведомства.

## Эвакуация иностранных граждан
В результате авиаударов коалиции по Адену пострадало Генеральное консульство РФ. СКР выяснил обстоятельства нападения на Генконсульство России в Йемене: в ходе проверки установлено, что 30 марта страны коалиции, а именно Саудовской Аравии и других государств Персидского залива, а также Египта, Иордании и Судана нанесли ракетно-бомбовые удары по зданию Генерального консульства РФ, а затем 1 апреля неустановленные лица из числа группировки хуситов с применением оружия и предметов, используемых в качестве оружия, проникли внутрь здания консульства, и похитили находившееся там имущество.
Спустя несколько часов в Аден высадился десант КНР, вызванный для охраны граждан во время эвакуации. Во время эвакуации произошла перестрелка, что и привело к высадке китайских солдат. Представитель хуситов Ахмад аш-Шами заявил, что высадка была произведена с борта саудовских и египетских кораблей.
31 марта 2015 года корабль ВМФ России вывез из Адена сотрудников российского генконсульства — 20 россиян, постоянно живущих в Йемене, а также украинцев, белорусов, узбеков, египтян, иорданцев и ливийцев. Среди эвакуированных были 10 детей.
Первоначально коалиция, проводящая военную операцию, не пустила российский самолёт в Сану для эвакуации граждан РФ из этой страны, ему пришлось повернуть и сесть в Каире. Первый российский борт привёз из Йемена свыше 160 человек.
2 апреля 2015 года прилетели ещё два российских самолёта, которые вывезли из страны, где продолжается военная операция, 150 граждан РФ, в том числе сотрудников посольства, и в ночь на 3 апреля двумя российскими спецрейсами в Москву было эвакуировано 311 человек, из них половина — иностранцы.
Власти Таджикистана поблагодарили Москву за эвакуацию из Йемена 17 своих граждан, также МИД Польши поблагодарил за эвакуацию 20 поляков из Йемена (все находившиеся в Йемене поляки уже покинули эту страну). США отказались эвакуировать своих граждан.
Эвакуация была продолжена 4 апреля. Всего было вывезено свыше 600 чел.
12 апреля 2015 года корабль ВМФ России «Приазовье», выполняющий в Аденском заливе плановые задачи в рамках антипиратской деятельности, вывез из зоны военных действий в районе Адена 308 человек, решивших покинуть Йемен (45 граждан России, США — 18, Великобритании — 5, Болгарии — 1, Эстонии — 6, Украины — 14, Белоруссии — 9, Туркменистана — 3, Узбекистана — 8, Азербайджана — 5, Бахрейна — 1, Джибути — 5, Йемена — 159, Сомали — 1, Палестины — 3, Иордании — 13, Кубы — 9, Египта — 2, Саудовской Аравии — 1 человек).